# ヤン・フェト
ヤン・フェト（オランダ語: Jan Pieter Veth, 1864年5月18日 - 1925年7月1日）は、オランダの画家、版画家、著述家である。画家としては肖像画を描き、肖像版画も制作した。アムステルダム大学の美術史と美学の准教授としても働いた。

## 略歴
ドルトレヒトで生まれた。父親は鉄を扱う商人で政治家としても働いた人物で、母方の祖父のヤコブ・ファン・ストレイ（1756-1815）は有名な画家で、多くの画家を出した家族の出身であった。アムステルダムの美術アカデミー(Rijksakademie van beeldende kunsten) で学び、1881年に学生たちによって設立された聖ルカ美術協会(Kunstenaarsvereniging Sint Lucas)の設立会員になった。1885年から北ホラント州ラーレンの村でアントン・モーヴ（1838-1888）の工房で働いた。1888年8月に結婚するとブリュッセルに住んだ。
画家として知られるようになり、肖像画家として評価された。家族や友人の肖像画や有名な学者や芸術家の肖像画を描いた。
オランダの「80年代派（Tachtigers）」と呼ばれるグループに属する詩人でもあり、このグループが編集する雑誌「新しい道標（De Nieuwe Gids）」に版画を提供し、芸術に関する多くの記事を寄稿した。
1887 年に友人の作家フレデリック・ファン・エーデン（Frederik van Eeden）の著者『 De kleine Johannes』の装丁デザインをして、オランダにおける装丁デザインの発展に貢献した。美術史に関する著作をはじめ、イギリスの「アーツ・アンド・クラフツ」運動の創始者ウォルター・クレインの主張をオランダに紹介した評論「Kunst en Samenleving（芸術と社会）」を1894年に出版した。1894年から1896年の間はアムステルダムで活動しイラストレーターになったネリー・ボーデンハイム（Nelly Bodenheim: 1874-1951）に版画を教えた 。
1902年にオランダ植民地のために切手をデザインし、1924年にオランダの郵便切手のデザインをした。
アムステルダム大学で美術史と美学の准教授として学生を教え、アムステルダムの美術館「レンブラントの家（Museum Het Rembrandthuis）」の理事を務め、展示品の選定に貢献した。1923年にオランダ王立科学アカデミーの会員に選ばれた。

## 作品

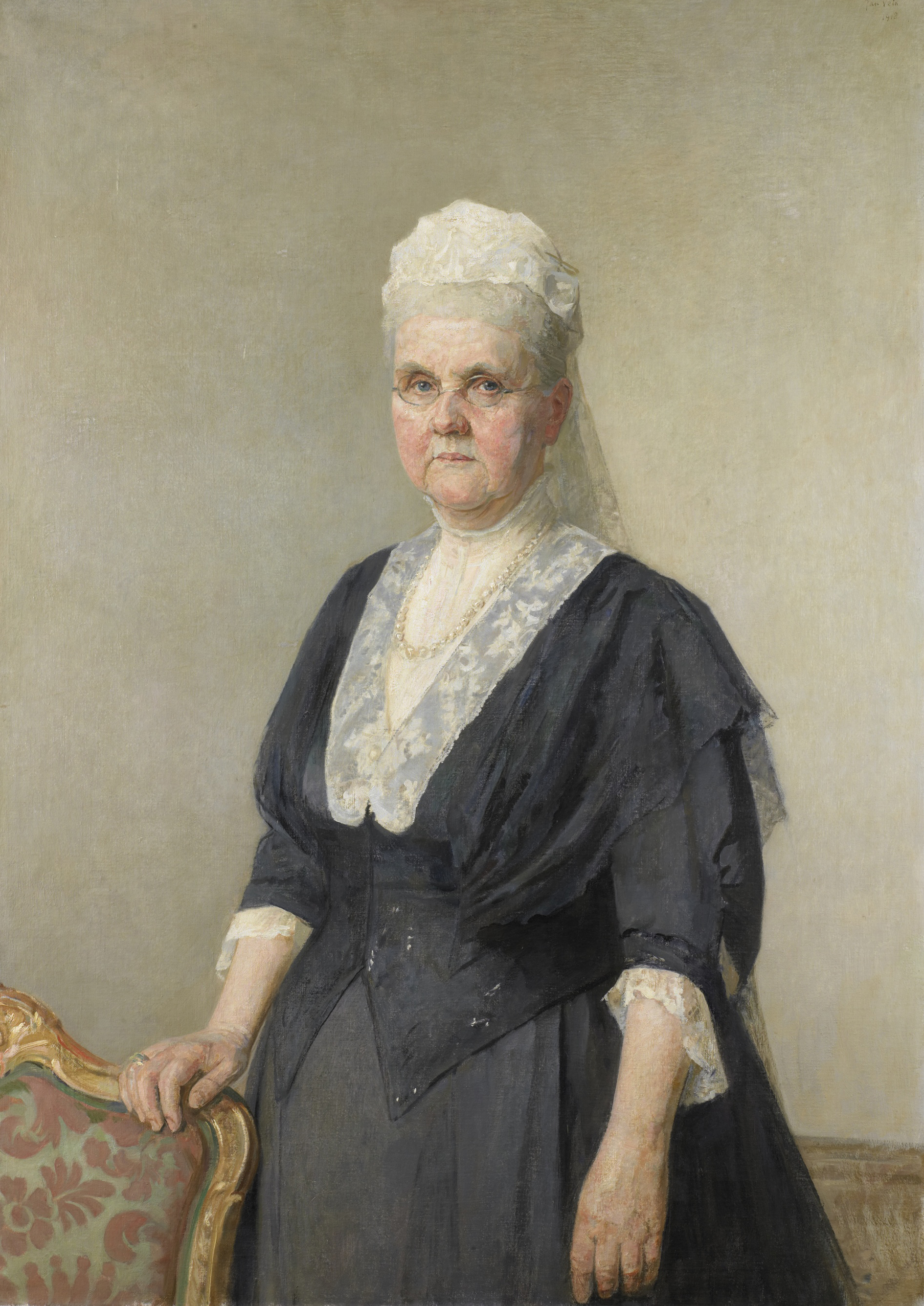
オランダ王妃エンマ・フォン・ヴァルデック＝ピルモント (1918) アムステルダム国立美術館
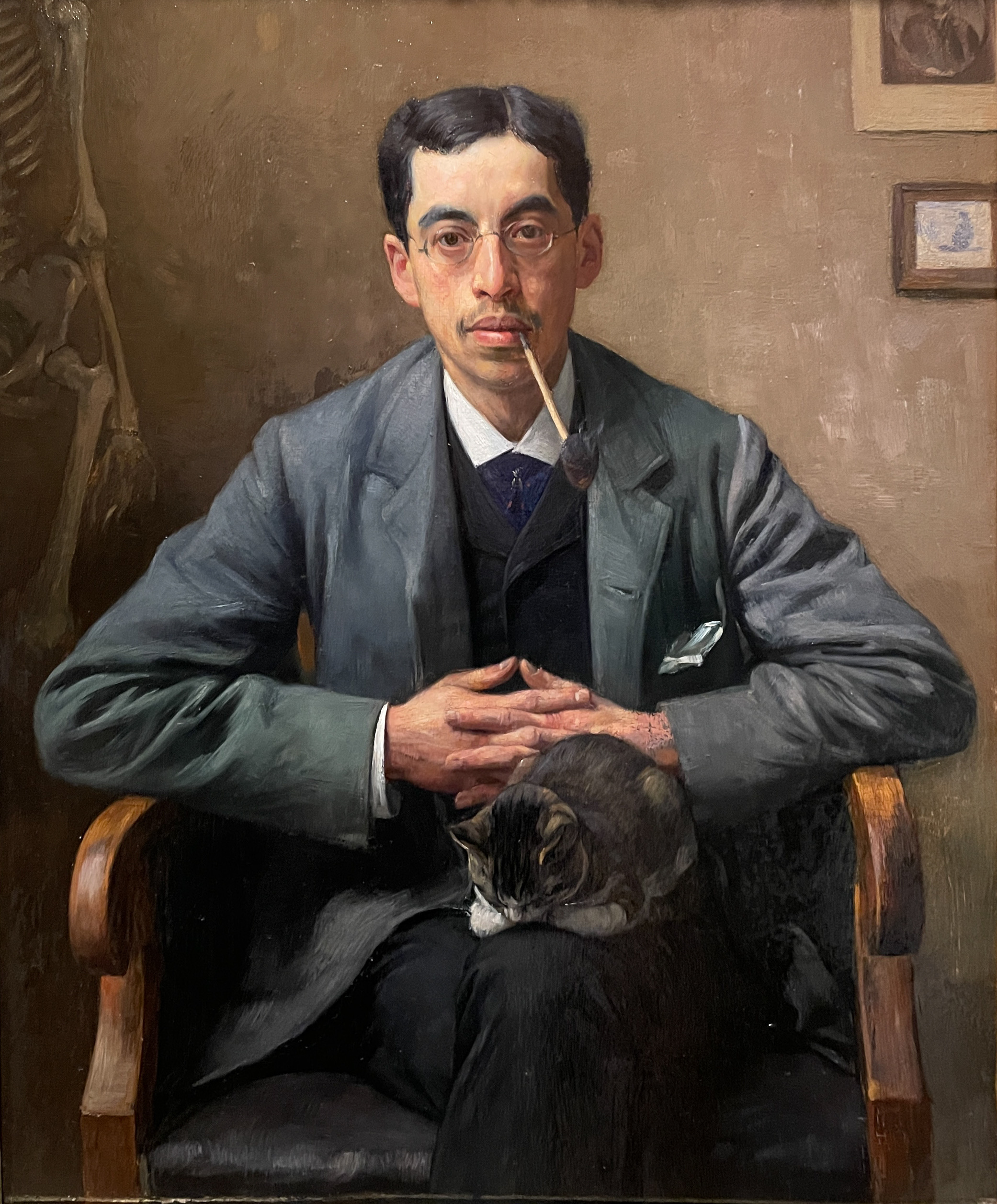
Arnold Aletrino(文学者)
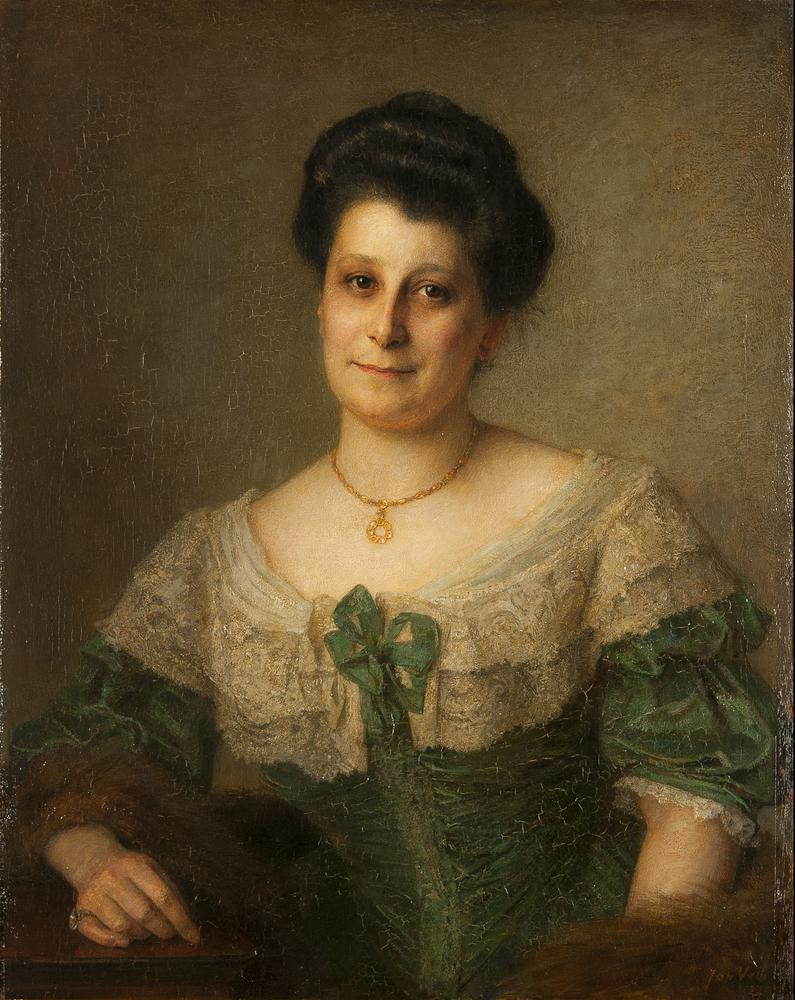
Portrait of Dina Emma Adriana Henriette Hijmans van Wadenoyen ユダヤ歴史博物館
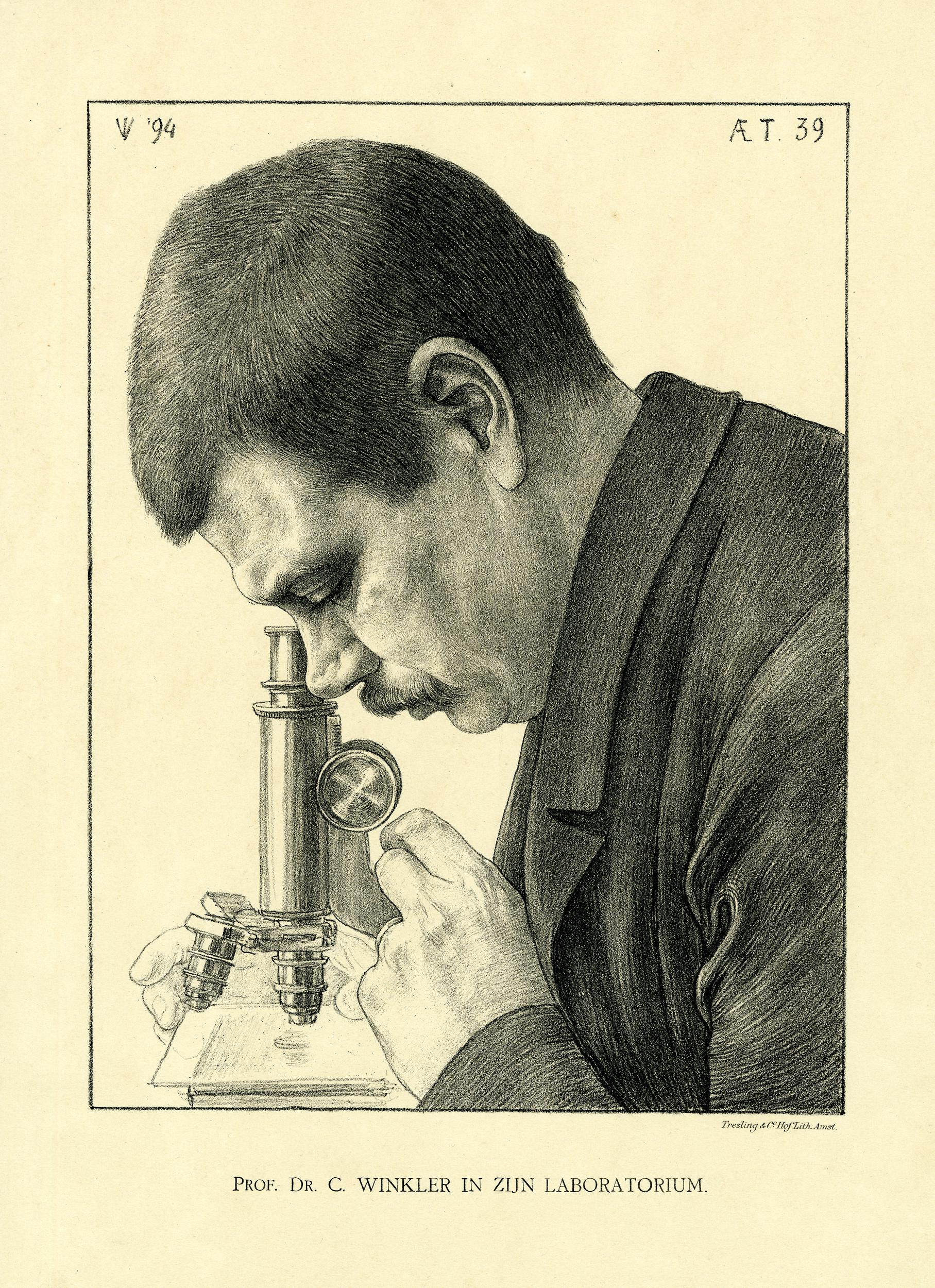
版画作品 Cornelis Winkler(1855–1941)(神経学者)